# Narathura lanka
Narathura lanka är en fjärilsart som beskrevs av Evans 1957. Narathura lanka ingår i släktet Narathura och familjen juvelvingar. Inga underarter finns listade i Catalogue of Life.